# 清水茉菜
清水 茉菜（しみず まな、1989年12月19日 - ）は、日本の女性声優。宮城県出身。2022年3月まではビーボに所属していた。

## 出演

### テレビアニメ
2012年
- この中に1人、妹がいる!（後輩女子）
- さくら荘のペットな彼女（女子B）

2013年
- きんいろモザイク（女子生徒C）
- 琴浦さん（あや）
- D.C.III 〜ダ・カーポIII〜
- ゆゆ式（長谷川ふみ）

2014年
- ラブライブ! 2nd Season（1年生B）

2015年
- ドラえもん（テレビ朝日版第2期）（2015年 - 2019年、クラスメイトB、子どもD、子ども、サード、孫）
- Dance with Devils (女子生徒 第二幕)

2019年
- クレヨンしんちゃん（乾蘭子）

### 劇場アニメ
- PERSONA3 THE MOVIE #2 Midsummer Knight's Dream（2014年、女性C）

### OVA
- ゆゆ式 OVA「困らせたり、困らされたり」（2017年、長谷川ふみ）

### ゲーム
- モン娘☆は〜れむ（2017年、チーカ[3]）
- きららファンタジア（2018年、長谷川ふみ[4]）
- ウチの姫さまがいちばんカワイイ (カーナ・レインディア)

### 吹き替え
- クラッシュとバーンスティン（ジャスミン）

### ラジオ
- 新谷良子のただのラジオ（音泉：2015年3月5日 - 2016年3月31日 / 回替わりアシスタント）[5]

### ラジオCM
- SONYウォークマン

## ディスコグラフィ

### キャラクターソング
| 発売日  | 商品名                                                    | 歌                                                               | 楽曲                                          | 備考                         |
| 2013年  | 2013年                                                    | 2013年                                                           | 2013年                                        | 2013年                       |
| ------- | --------------------------------------------------------- | ---------------------------------------------------------------- | --------------------------------------------- | ---------------------------- |
| 7月17日 | TVアニメ「ゆゆ式」キャラクターソングアルバム いちげんめ！ | 相川千穂（茅野愛衣）、岡野佳（潘めぐみ）、長谷川ふみ（清水茉菜） | 「トキドキまにまに」                          | テレビアニメ『ゆゆ式』関連曲 |
| 7月17日 | TVアニメ「ゆゆ式」キャラクターソングアルバム いちげんめ！ | 長谷川ふみ（清水茉菜）                                           | 「私はそう感じた」 「私達の絆」 「Lady go!!」 | テレビアニメ『ゆゆ式』関連曲 |
| 2017年  |                                                           |                                                                  |                                               |                              |
| 3月24日 | OVA「ゆゆ式」キャラクターソングアルバム                   | 長谷川ふみ（清水茉菜）                                           | 「ふみちゃんと乳酸菌○○」                      | OVA『ゆゆ式』関連曲          |